# Dead Eyes See No Future
Dead Eyes See No Future är en EP med Arch Enemy, utgiven den 2 november 2004 på Century Media. EP:n innehåller förutom titelspåret Dead Eyes See No Future flera tidigare utgivna låtar i live-versioner (Paris 2004), tre covers samt musikvideon till hiten We Will Rise.

## Låtlista
1. "Dead Eyes See No Future" - 4:17
2. "Burning Angel" - 4:46 (live i Paris 2004)
3. "We Will Rise" - 4:16 (live i Paris 2004)
4. "Heart of Darkness" - 4:52 (live i Paris 2004)
5. "Symphony of Destruction" - 4:03 (Megadeth-cover)
6. "Kill with Power" - 3:31 (Manowar-cover)
7. "Incarnated Solvent Abuse" - 4:35 (Carcass-cover)
8. "We Will Rise" (video)

## Banduppsättning
- Angela Gossow - sång
- Michael Amott - gitarr
- Christopher Amott - gitarr
- Sharlee D'Angelo - elbas
- Daniel Erlandsson - trummor